# أوموكونازول
أوموكونازول Omoconazole هو دواء مضاد فطري من زمرة الآزول من مشتقات الإيميدازول, يعمل على تثبيط الأنزيمات التي تعتمد على السيتوكروم P-450, مما يؤدي إلى خلل في اصطناع الإرغوستيرول. في غشاء الفطريات الخلوي.

## الحرائك الدوائية
- التوزع: التراكيز البلازمية 2-3% من الجرعة المطبقة موضعيا.
- الإطراح: عبر الإطراح الصفراوي والكلوي.

## الشكل الصيدلاني
- موضعي للجلد والمهبل.

## التخزين
يخزن بعيداً عن الحرارة العالية.

## الجرعة
- مهبليا

لداء المبيضات المهبلي: على شكل نترات، يعطى فرزجة (بيوض مهبلية) 150 ملغ يوميا لمدة 6 أيام أو 300 ملغ يوميا لمدة 3 أيام أو جرعة وحيدة 900ملغ.
- موضعي جلدي

لداء المبيضات الجلدي: على شكل نترات، كريم 1% يطبق مرة واحدة يوميا، مسحوق 1% أو محلول 1% يطبق مرتين يوميا.
لفطار الجلد Dermatophytosis: للبالغين على شكل نترات، كريم 1% يطبق مرة واحدة يوميا، كمسحوق 1% أو محلول 1% يطبق مرتين في اليوم.
للنخالة المبرقشة: للبالغين على شكل نترات، كريم 1% يطبق مرة واحدة يوميا، كمسحوق 1% أو محلول 1% يطبق مرتين في اليوم.

## الآثار الجانبية
- إحساس بالحرقة.
- تهيج جلدي.
- حمامة erythema.

## تحذيرات خاصة
- الحوامل والمرضعات.
- الرضع.
- عند استخدام مانعات الحمل لاتكس حيث يمكن أن يسبب ضرر بها.

## المصدر
http://www.mims.com/USA/drug/info/omoconazole/?type=full&mtype=generic#Actions